# زنان در شاهنشاهی هخامنشی
در دوران هخامنشیان مرد و زن در کنار یکدیگر کار می‌کرده‌اند؛ از حقوقی برابر برخوردار بوده‌اند و گاه حتی کارهای سخت‌تر را به عهده داشته‌اند. امکانات آموزش‌های هنری و مهارت‌های حرفه‌ای، برای زن و مرد یکسان و حقوق آنان برابر بوده‌است.

## جایگاه زن

### زنان سلطنتی
الواح استحکامات پرسپولیس (به انگلیسی: Persepolis Fortification Tablets) یا (PFT) گواه این واقعیت است که عنوان ایلامی dukšiš (شاهزاده خانم) به‌طور جمعی برای زنان سلطنتی هخامنشی به کار می‌رفته‌است. وضعیت فردی آنها بر اساس رابطه آنها با شاه تعیین می‌شد و بر این اساس زنان به عنوان «مادر پادشاه» (Elam. *sunki ammari)، «همسر پادشاه» (Elam. *sunki irtiri) و «پادشاه» و «دختر شاه» (Elam. *sunki pakri) نامیده می‌شدند. این اصطلاحات از کاربردهای آشوری و بابلی پیروی می‌کنند که در اصطلاحات ummi šarri, aššat šarri و mārat šarri گواهی شده‌است. منابع بابلی مربوط به دوره هخامنشی نیز از زنی متعلق به خاندان سلطنتی به عنوان «زن کاخ» یاد کرده‌اند.

#### فعالیت در دربار
در حالی که اسکان زنان دربار در یک منطقه مشخص در مجموعه کاخ محتمل است، هیچ مدرک مکتوب یا باستان‌شناسی این احتمال را نمی‌دهد که آنها در خلوت حرمسرا زندگی می‌کردند. برعکس، زنان سلطنتی از معدود افرادی در دربار بودند که مستقیماً به پادشاه دسترسی داشتند و در صبحانه و شام به او می‌پیوندند. آن‌ها از استقلال اقتصادی برخوردار بودند و می‌توانستند به تنهایی و همچنین در همراهان پادشاه سفر کنند و پادشاه را در لشکرکشی‌ها و احتمالاً در شکار همراهی کنند. آنها همراه با صیغه‌های سلطنتی، همسران اشراف ایرانی و خادمین زن آنها، موقعیت مشخصی در سلسله سلطنتی گرفتند و پرسنل و نگهبانان سلطنتی خود را در اختیار داشتند. احتمالاً چادرهای زنان نیز در فضایی مناسب در هنگام اردو برپا شده‌است. اطلاعات مربوط به شرکت زنان در ضیافت‌های سلطنتی متناقض است. در حالی که هرودوت (قرن پنجم پیش از میلاد) داستان فرستادگان ایرانی در دربار مقدونی را نقل می‌کند که خواستار حضور زنان در طول ضیافت بودند و ادعا می‌کرد که این یک رسم در کشور خودشان است اشاره می‌کند که همسر پادشاه و زنان دربار جشنی جدا از ضیافت پادشاه برگزار کردند.
یکی از مسائل جذابی که در منابع باستان‌شناسی آشکار می‌شود، واقعیتی است که نشان می‌دهد زنان سلطنتی در تصویرهای مراسم، دیدارها را در دست دارند که به یادآور صحنه دیدار پادشاه از نمایه‌های آپادانا است. همان‌طور که از کتاب نحمیا مشخص است، همسر پادشاه می‌توانست در جمع حضار سلطنتی حضور داشته باشد، اما شواهد باستان‌شناختی نشان می‌دهد که آن‌ها نیز شوراهای خود را داشتند. این ممکن است یک رسم اتخاذ شده از دربار ایلامی باشد. همان‌طور که در اثر مهر در برخی «الواح استحکامات پرسپولیس» پیشنهاد شده‌است. مهر۷۷ که به سبک نئوایلامی حکاکی شده‌است یک صحنه مشابه به سبک دیوان هخامنشی بر روی یک مهر استوانه‌ای است که در آن تصویر زنی را که بر تخت نشسته را نشان می‌دهد که به همراه یک خدمتکار زن که پشت او ایستاده و یک بازدیدکننده زن را پذیرایی می‌کند، که از زن بر تخت نشسته با یک عود سوز جدا شده‌است. منظره ای مشابه در مهر استوانه ای حکاکی شده به سبک دربار هخامنشی به تصویر کشیده شده‌است.
بر روی مهرهای منتشر نشده در موزه هنر متروپولیتن نیویورک نمونه‌های بیشتری را می‌توان بر روی سنگ‌های تدفین از آسیای صغیر که مربوط به دوره هخامنشی است یافت. بازنمایی زنان در صحنه‌های تماشاگر تنها در صورتی می‌توانست جلوه هنری پیدا کند که زنان بلندپایه واقعاً خودشان تماشاگران را در اختیار داشتند و دیدارها را در دست داشتند.
زنان سلطنتی زمین و املاک در مناطقی نظیر پارس (فارس) و همچنین خارج از مرکز امپراتوری پارسی، مانند بابل، سوریه، مصر و مدیا داشتند. آنها نیروی کار خود را استخدام می‌کردند و همچنین به نظر می‌رسد که مقامات اداری خاصی به آنها منصوب شده‌اند. قابل توجه‌ترین آنها ایرداباما، یک زن بازرگان ایرانی دربار سلطنتی داریوش اول (سال‌های حکومت. ۵۲۲–۴۸۶) که در منابع یونانی شناخته نشده‌است. او نیروهای کار خود را داشت که عمدتاً آنها در تیرازیش (شیراز) متمرکز بودند، که می‌توانست تا ۴۸۰ کارگر را شامل باشد. نیروی کار کوچکی به نام ماتیشتوکَشپْ (matištukkašp) نیز به او اختصاص داده شده بود. ایرداباما با مهر خود (PFS ۵۱) معاملات مواد غذایی را مجاز کرد، در حالی که مقاماتی مانند اوشتَنا (Uštana) و رَشدَه (Rašda) با استفاده از مهر(PFS ۳۶ و ۷۸ PFS) به ترتیب دستورهای او را اجرا می‌کردند. املاک نیز به عنوان متعلق به ایرتاشدونا، که به عنوان آرتوستونه، همسر داریوش اول شناخته می‌شود، ثبت شده‌اند. او همچنین از مهر خود (PFS ۳۸) برای تأیید معاملات و پرداخت روزانه به نیروی کار خود استفاده می‌کرد.
تاریخ نگاران یونانی عمدتاً زنان سلطنتی ایرانی را به عنوان افرادی کنجکاو و مداخله گر در دربار ایران نشان می‌دهند و از این رو آنها به عنوان محرک شورش و آشوب ظاهر می‌شوند. با این حال، موارد معدودی این واقعیت را تأیید می‌کند که رتبه زنان و نزدیکی به پادشاه به آنها اجازه می‌داد بین پادشاه و اعضای خانواده سلطنتی و اشراف مداخله کنند؛ بنابراین آنها توانستند مجازات را کاهش دهند یا درخواست بازگرداندن یکی از اعضای خانواده از رسوایی کنند، مانند مورد آمستریس و آمیتیس که جان مگابیزوس را نجات دادند. به‌طور کلی به نظر می‌رسد که اقدامات آنها با جاه طلبی آنها برای محافظت از خانواده سلطنتی و در نتیجه انتقام گرفتن از مرگ یکی از اعضای خانواده یا تلاش برای نجات جان او تعیین می‌شود.
شواهد مکتوب حاکی از آن است که، در ازدواج، زنان رده بالا می‌توانند تأثیر سیاسی داشته باشند که از طریق آن معمولاً تلاش می‌کنند تا اقوام مرد نزدیک خود را به مناصب بالا برسانند، نگه دارند یا بازگردانند. داستان آمستریس طیفی از قدرت‌های زنان را به تصویر می‌کشد. آمستریس برای دامادش، مگابیکسوس، که پس از برپایی شورش توسط اردشیر اول تبعید شد، میانجیگری کرد و به سفارتی که پادشاه برای حل این درگیری فرستاده بود، پیوست. آمستریس و دخترش آمیتیس، همسر مگابیکسوس، موفق شدند پادشاه را متقاعد کنند که اجازه دهد مگابیکسوس به دربار سلطنتی بازگردد. در این مورد، شاه به نقش میانجی زنان و همچنین مهارت‌های دیپلماتیک آنها پی برد. او زنان را به عنوان سفیر فرستاد و موفقیت آنها را با نصب مجدد مگابیکسوس به دربار پاداش داد. به همین ترتیب، زنان سلطنتی برای قرار دادن یا نگه داشتن پسران یا شوهران خود بر تاج و تخت کار می‌کردند. به عنوان مثال، پاریساتیس در مرگ سغدیانوس که می‌خواست تاج و تخت را از شوهرش داریوش دوم غصب کند و با مرگ آرتوسارس، خواجه ای که او را نیز از قدرت برکنار کرد، دست داشت. نمونه قابل توجه دیگری توسط هرودوت ثبت شده‌است که نشان می‌دهد جانشینی خشایارشا اول (حدود سال‌های. ۴۸۶–۴۶۵ پیش از میلاد) به تاج و تخت نه به دلیل توصیه پدرش داریوش اول، بلکه به دلیل مانورهای سیاسی دقیق مادرش آتوسا موفقیت‌آمیز بود.
بنابراین، آشکار می‌شود که بسیاری از دسیسه‌های ظالمانه یا قتل‌هایی که زنان هخامنشی به آن شهرت دارند، صرفاً انتقام‌جویی‌های گاه به گاه نیست، بلکه جنگ‌های واقعی قدرت سیاسی است که در آن زنان و مادران رقیب، پسران مورد علاقه خود را برای به دست آوردن این موقعیت به جلو هل می‌دهند. ولیعهد یا شاه بزرگ. علاوه بر این، تلاش زنان سلطنتی و بلندپایه برای دستیابی یا حفظ موقعیت والای خود از طریق موقعیت اقوام مرد خود، گواه این است که رتبه بالاتر، امتیازات و قدرت بیشتری را می‌دهد. حتی با وجود اینکه زنان هیچ انتخابی نداشتند که با چه کسی ازدواج کنند، ازدواج به آنها قدرت و استقلال داد تا بتوانند به امور خود رسیدگی کنند و به عنوان میانجی برای حفظ موقعیت خود و خانواده خود عمل کنند.
ظاهراً به پیروی از آداب بابلی، با اعلام مرگ یکی از اعضای زن خاندان سلطنتی، عزاداری رسمی اعلام می‌شد و مراسم خاکسپاری مطابق با مقام سلطنتی او انجام می‌گردید. همانند جسد پادشاه، جسد همسر پادشاه نیز باید به پارس بازگردانده می‌شد.

### کارگران زن
«الواح استحکامات پرسپولیس» بینش منحصر به فردی از موقعیت کارگران زن ارائه می‌دهد. اگرچه به نظر نمی‌رسد که زنان در داخل حکومت سلطنتی منصب داشته باشند یا در برگزاری مراسم مذهبی نقش داشته باشند، اما به خوبی به عنوان کارگرانی در کنار مردان و کودکان کار می‌کنند. غالباً زنی به نام آراسارا پَسِبینا (Arraššara pasabena) ریاست نیروی کار را بر عهده داشت که به جز یکی دو مورد استثنا، بیشترین سهمیه ماهانه را در بین نیروی کار دریافت می‌کردند که شامل ۵۰ لیتر غلات، ۳۰ لیتر شراب و یک سوم یک گوسفند می‌شد. ظاهراً دولت این زنان را با نام شخصی خود می‌شناخت. «ف پاشاپ‌ها» (به انگلیسی: f pašap) نیروی کار ویژه ای بودند که حضور آنها در روستاهای پرسیس و فهلیان به خوبی مشهود است، به عنوان یک نام شغلی به معنای «قالیبافان، خیاطان» توسط Hinz (1973a, p.۱۷۲) شناسایی شده‌است، تحقیقات دقیق تر نشان می‌دهد که «ف پاشاپ‌ها» یک اصطلاح جمعی است که به نوع خاصی از نیروی کار عمدتاً زن اشاره دارد و شامل تعدادی حرفه‌های مختلف است.
برای کاری که به کارگران ماهر کمتری نیاز داشت، در محدودهٔ مقدار جیره روزانه، زنان یک سوم کمتر از مردان غذا دریافت می‌کردند. در مقابل، برای نیروی کار ماهر، زنان و مردان بر اساس سطح شایستگی‌شان، جیره‌های مساوی داده شد. به عنوان مادران نوزادان، به زنان جیره اضافی داده می‌شد، به طوری که مادران پسران دو برابر مقدار غذا در مقایسه با مادران دختران کوچک دریافت می‌کردند.

### تصویرنمایی از زنان

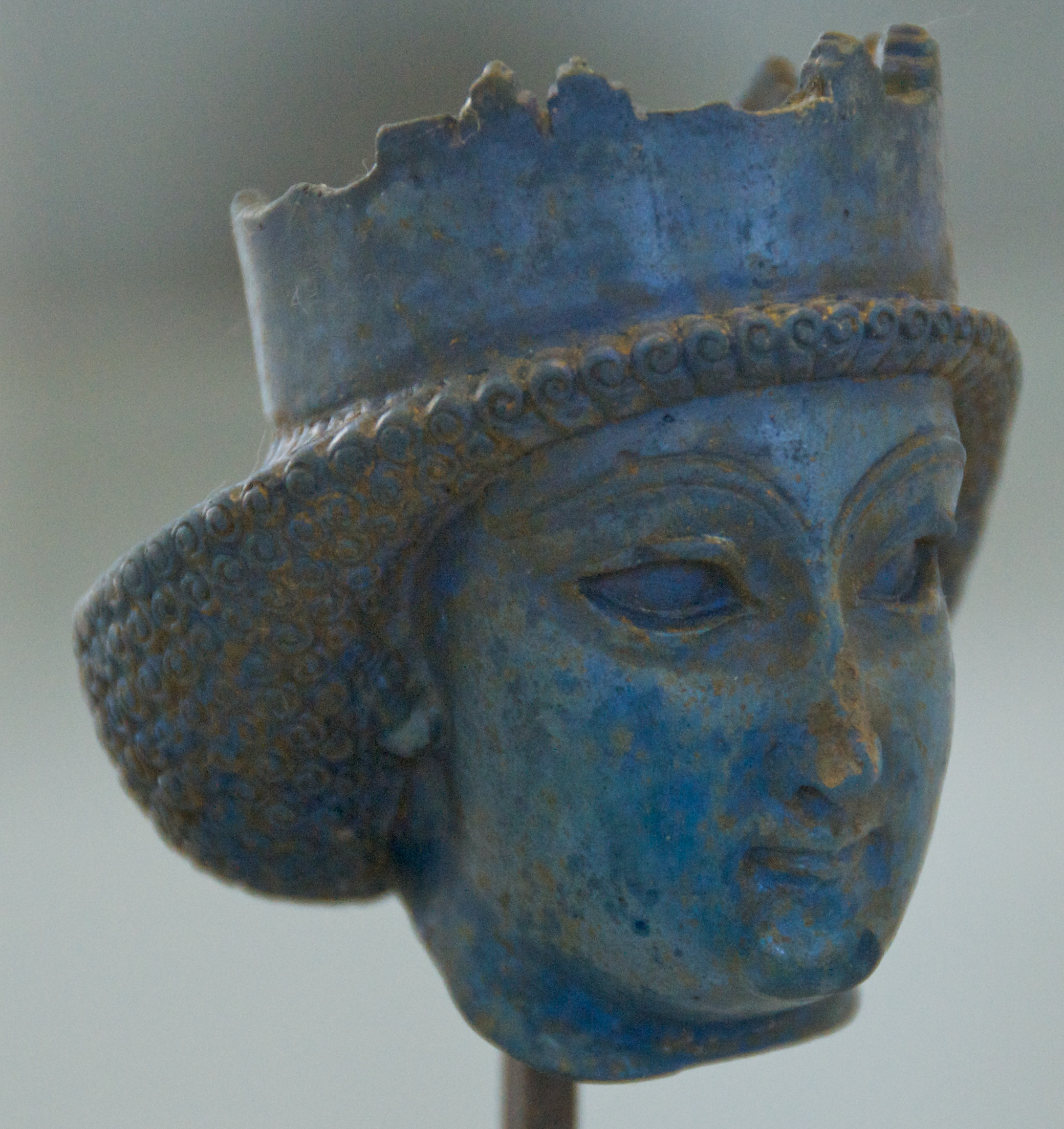
تصویری از یک ملکه هخامنشی. موزه ملی ایران - تهران

تصویرهای کمی از زنان هخامنشی وجود دارد، اما با این وجود نشان می‌دهد که زنان می‌توانستند در رسانه‌های مختلف نشان داده شوند و بنابراین زنان موضوعی پذیرفته شده در هنر هخامنشی بوده‌اند. به گفته هرودوت، داریوش اول مجسمه ای از همسرش آرتیستون داشت که از طلا ساخته شده بود. اگرچه هیچ مجسمه ای از زنان به دست ما نرسیده‌است، اما شواهد باقی مانده نشان می‌دهد که زنان سلطنتی و غیر سلطنتی به تصویر کشیده شده‌اند. نقش برجسته یک زن بلندپایه ایرانی که در مصر یافت شده‌است او را در لباس پارسی چند لایه با کمربندی که در جلو بسته شده‌است و گردنبند زیبا نشان می‌دهد. او تاج قلعه‌ای می‌پوشد و مدل موی کوتاهش پیروی از مدل هخامنشی است.

به‌طور مشابه، مجسمه عاج از شوش زنی با تاج را در لباس پارسی نمایش می‌دهد. همچنین زنان پارسی روی ملیله پازیریک از منطقه پازیریک نیز تاج می‌پوشند و یک نقاب بلند از پشت سر آنها می‌افتد. ظاهراً ترسیم آنها بر اساس شکل هنری شناخته شده و پذیرفته شده‌ای است که در هنر هخامنشی یا هنر هخامنشی‌سازی در ساتراپی‌ها به کرات می‌توان یافت، از جمله جواهرات و انگشترها از آسیای صغیر، استیل‌های خاکی از داسکیلیوم، پایه‌های جاذبه‌بخور و لوله‌های کحل از سوریه و فلسطین، و همچنین پلاک‌های طلایی (دالتون) از گنجینه اکسوس(به انگلیسی: Oxus). 

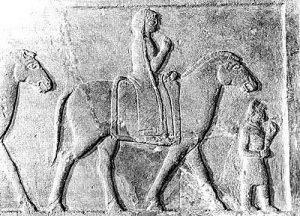
زنان سوار در نگاره‌ای از داسکیلیون (ارگیلی هخامنشی)

### پیشه زنان
در دوران هخامنشیان مرد و زن در کنار یکدیگر کار می‌کرده‌اند، از حقوقی برابر برخوردار بوده‌اند و گاه حتی کارهای سخت‌تر را به عهده داشته‌اند؛ مثلاً گروه‌های بزرگی از زنان کشاورز را می‌بینیم. سنگ سابان معمولاً بیشترشان زن هستند. البته دقیقاً نمی‌توانیم بگوییم که کار این زنان چه بوده‌است. شاید پس از حاضر شدن نگاره‌ها، صیقل نهایی را زن‌ها انجام می‌دادند، زیرا که برای این کار دست‌های ظریف زن‌ها کارایی بیش تری داشته‌است. در سال ۱۷۰۰ (میلادی) در میان بردگانی که نمایندهٔ امپراتور اتریش در استامبول خریداری و آزاد کرد، زن سنگ‌تراشی بود از بغداد وجود داشت. بدین ترتیب می‌توان نتیجه گرفت که قرن‌ها بعد هم هنوز به زن‌هایی برمی‌خوردیم که با سنگ سر و کار داشته‌اند. مسلم است که این کار برای زن‌ها باید دشوار بوده باشد.
پیشهٔ بیشتر زنان لوح‌های پرسپولیس دوخت و دوز و خیاطی بوده‌است. کاری بسیار متنوع، شامل دوخت لباس‌های کاملاً ساده یا لباس‌های پر زرق و برق که پس از دوخت، هنرمندانه سوزن کاری می‌شده‌است.
امکانات آموزش‌های هنری و مهارت‌های حرفه‌ای، برای زن و مرد یکسان و حقوق آنان برابر بوده‌است.

### تساوی حقوق زن و مرد
دربارهٔ برابری حقوق شواهدی مخصوصاً در زمینه کارهای هنری و ظریف داریم و برابری صدها زن دیگر با مردان نیز مسلم است که دربارهٔ شغل شان چیزی نمی‌دانیم. میزان حقوق فقط همین قدر روشن است که به نوع کار و نه انجام دهنده، بستگی داشت. به این ترتیب، در امپراتوری بزرگ دوران داریوش اول با تساوی حقوق زن و مرد سر و کار داریم. البته این راهم باید گفت که زن‌ها علاوه بر کار بیرون، سر و سامان دادن به کارهای روزمرهٔ خانواده را نیز بر عهده داشته‌اند.

### پاداش زایمان
زن‌ها با به دنیا آوردن کودک پاداشی به صورت جو و شراب دریافت می‌کردند، که پاداش افزودن رعیتی به رعایای شاه بود و برای پسر آوردن دو برابر دختر محاسبه می‌گردید. پاداش به دنیا آوردن پسر ۳۰ لیتر جو و ۱۰ لیتر شراب یا آب جو بود. تا جایی که لوحه‌ها حکایت می‌کنند، این تنها موردی است که میان زن ومرد فرقی دیده می‌شود.
مرخصی بارداری ظاهراً ۵ ماه بوده‌است. پس از این مدت زن‌ها این امکان را داشته‌اند که کار روزانه را کوتاه کنند تا قادر به برآوردن وظایف خانه‌داری خود نیز باشند. البته کار نیمه وقت حقوق کمتری داشت. نوزادان را در طول کار له‌له‌ها نگهداری می‌کردند. در لوح‌های گلی دیده شده که زنان می‌توانستند به پست‌های بالاتر برسند، مثلاً در کارگاه‌های شاهی همواره سرپرستی و مدیریت با زنان است. در کارگاه‌های خیاطی که بیشتر در اشغال زنان است، گاه مردان زیردست زنان قرار می‌گیرند و حقوق زنان سرپرست بیش از مردان است. حتی در جیره شراب نیز تفاوتی وجود ندارد.

### موقعیت پیشه‌ها و دوری از خانواده
در لوح‌ها و سنگ نوشته‌ها به کارها و پیشه‌های سخت و سنگین برمی‌خوریم که در آن‌ها زنان به کار گرفته نمی‌شده‌اند. در مدیریت و گرداندن نهادهای دیوانی یا آمارگان یا حساب رسی‌ها از کار زنان خبری نیست. چنین بر می‌آید که اگر کاری، به انگیزه کنترل و سرکشی به کارهای گوناگون سازمانی، نیاز به واهشتن جایگاه کار و جابه‌جایی و رهسپاری به دور و نزدیک را داشت، برای انجام آن از زنان بهره برده نمی‌شده‌است.

### برخی زنان
- کاساندان
- پوروچیستا
- آرینیس
- آماستریس
- آمستریس
- آمیتیس (دختر خشایارشا)
- کلئوپاترا پونتوس
- آرتیستون
- استاتیرای یکم
- داماسپیا
- پروشات
- پارمیس
- آرتمیس یکم
- پانته‌آ
- یوتاب هخامنشی